# St. Nikolai (Oderberg)

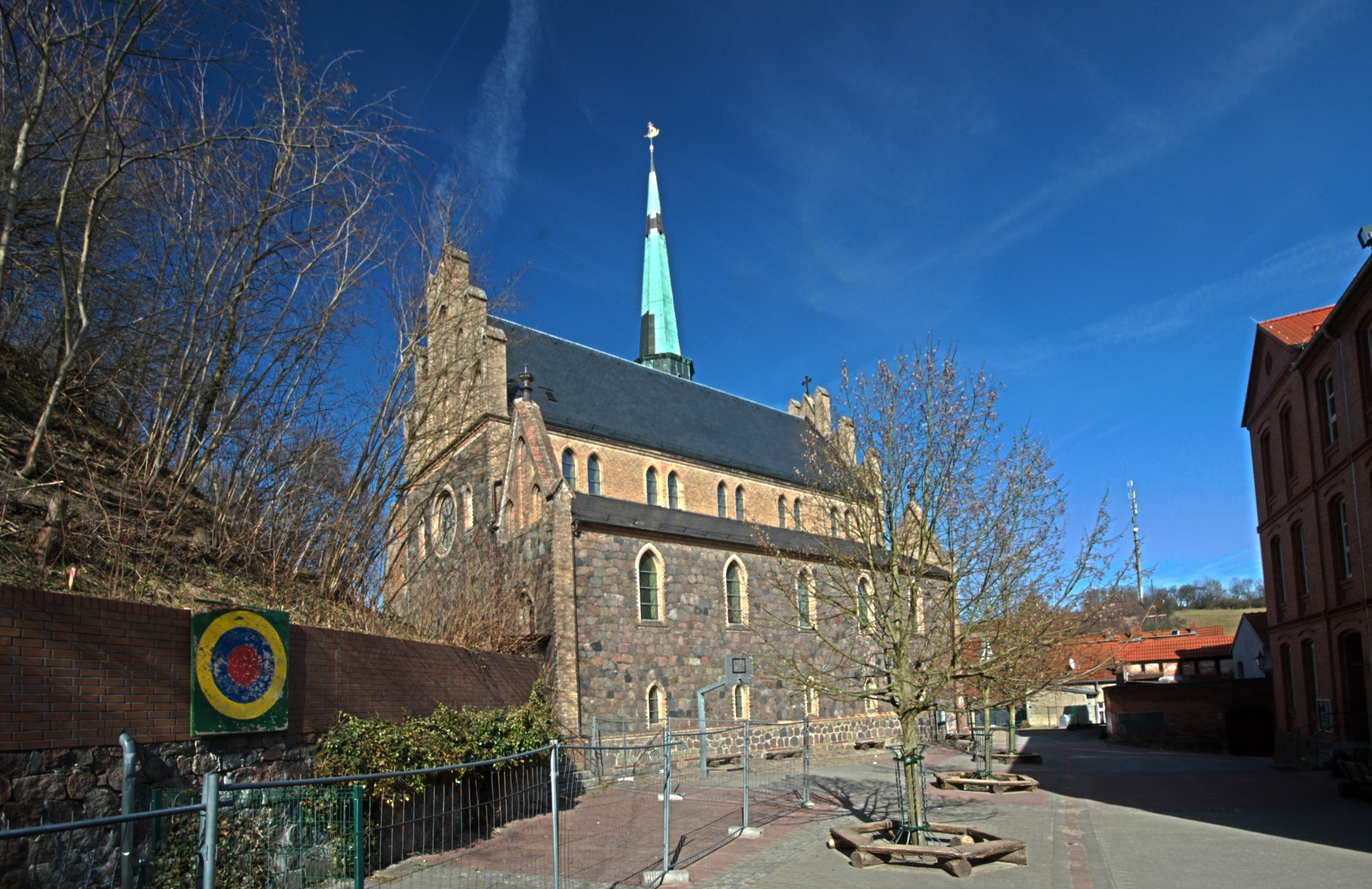
Oderberg, St. Nikolai

Die evangelische, denkmalgeschützte St. Nikolai steht in Oderberg, einer Stadt im Landkreis Barnim von Brandenburg. Die Kirche gehört zum Kirchenkreis Oderland-Spree der Evangelischen Kirche Berlin-Brandenburg-schlesische Oberlausitz.

## Beschreibung
Die neugotische Basilika mit einem Langhaus aus einem Mittelschiff und zwei Seitenschiffen, einer eingezogenen, dreiseitig geschlossenen Apsis an der Ostwand des Mittelschiffs und einem achteckigen Kirchturm im Nordosten des nördlichen Seitenschiffs wurde 1853–55 nach einem Entwurf von Friedrich August Stüler gebaut. Die Umfassungswände der Seitenschiffe wurden aus Feldsteinen gebaut, die des Mittelschiffs zwischen den Obergaden aus gelben Backsteinen. Die Fenster im Obergaden sind paarweise angeordnet. Das Mittelschiff ist zwischen Staffelgiebeln im Osten und Westen mit einem Satteldach bedeckt, die Seitenschiffe liegen unter Pultdächern. Die Giebel der Seitenschiffe sind mit Fialen bekrönt.
Im Innenraum sind die Seitenschiffe vom Mittelschiff durch Arkaden abgeteilt, auf denen sich die Emporen auf Konsolen befinden. Unter den Emporen sind die spitzbogigen Fenster der Außenwände klein, über ihnen sind sie groß. Die Kirchenausstattung stammt aus der Bauzeit. Die Orgel wurde 1855 von Carl Ludwig Gesell gebaut. Hierbei verwendete er die Pfeifen aus der Vorgängerorgel von Johann Simon Buchholz aus dem Jahr 1792. Die Kirche ist nach sechsjähriger Schließung durch Hylotoxbelastung seit Herbst 2023 wieder geöffnet. Im Zuge der Arbeiten wurde auch die Orgel überarbeitet.